# Promozione Puglia 1988-1989
Nella stagione 1988-1989 la Promozione era sesto livello del calcio italiano (il massimo livello regionale). Qui vi sono le statistiche relative al campionato in Puglia.
Il campionato è strutturato in vari gironi all'italiana su base regionale, gestiti dai Comitati Regionali di competenza. Promozioni alla categoria superiore e retrocessioni in quella inferiore non erano sempre omogenee; erano quantificate all'inizio del campionato dal Comitato Regionale secondo le direttive stabilite dalla Lega Nazionale Dilettanti, ma flessibili, in relazione al numero delle società retrocesse dal Campionato Interregionale e perciò, a seconda delle varie situazioni regionali, la fine del campionato poteva avere degli spareggi sia di promozione che di retrocessione.

## Girone A

### Aggiornamenti
L'A.S. Noicattaro è stata ammessa al Campionato Interregionale 1988-1989.

### Squadre partecipanti
| Club                      | Città                     |
| ------------------------- | ------------------------- |
| A.S. Atletico Modugno     | Modugno (BA)              |
| G.C. Cerignola            | Cerignola (FG)            |
| S.S. Canosa               | Canosa di Puglia (BA)     |
| A.S. Castellana           | Castellana Grotte (BA)    |
| U.S. Lucera               | Lucera (FG)               |
| Pol. Mola                 | Mola di Bari (BA)         |
| U.S. Monte Sant'Angelo    | Monte Sant'Angelo (FG)    |
| A.C. Massafra             | Massafra (TA)             |
| Pol. Noci                 | Noci (BA)                 |
| S.S. Pro Gioia            | Gioia del Colle (BA)      |
| A.S. Putignano            | Putignano (BA)            |
| U.S. Rutigliano           | Rutigliano (BA)           |
| A.C. San Giovanni Rotondo | San Giovanni Rotondo (FG) |
| A.S. Ruvo                 | Ruvo di Puglia (BA)       |
| A.S. Santo Spirito        | Bari Santo Spirito        |
| A.S. Terlizzi             | Terlizzi (BA)             |
| A.C. Trinitapoli          | Trinitapoli (FG)          |

### Classifica finale
|  | Pos. | Squadra               | Pt  | G   | V   | N   | P   | GF  | GS  | DR  |
|  | ---- | --------------------- | --- | --- | --- | --- | --- | --- | --- | --- |
|  | 1.   | Noci                  | 48  | 32  | 20  | 8   | 4   | 43  | 16  | +27 |
|  | 2.   | Massafra              | 45  | 32  | 17  | 11  | 4   | 44  | 19  | +25 |
|  | 3.   | Canosa                | 41  | 32  | 16  | 9   | 7   | 38  | 22  | +16 |
|  | 4.   | Monte Sant'Angelo     | 34  | 32  | 14  | 6   | 12  | 34  | 35  | -1  |
|  | 5.   | Terlizzi              | 34  | 32  | 10  | 14  | 8   | 24  | 18  | +6  |
|  | 6.   | Castellana            | 33  | 32  | 12  | 9   | 11  | 43  | 33  | +10 |
|  | 7.   | Putignano             | 33  | 32  | 10  | 13  | 9   | 29  | 25  | +4  |
|  | 8.   | Trinitapoli           | 31  | 32  | 8   | 15  | 9   | 25  | 28  | -3  |
|  | 9.   | Audace Cerignola      | 30  | 32  | 9   | 12  | 11  | 19  | 23  | -4  |
|  | 10.  | Lucera                | 30  | 32  | 9   | 12  | 11  | 28  | 29  | -1  |
|  | 11.  | Pro Gioia             | 30  | 32  | 9   | 12  | 11  | 29  | 34  | -5  |
|  | 12.  | San Giovanni Rotondo  | 29  | 32  | 10  | 9   | 13  | 29  | 36  | -7  |
|  | 13.  | Rutigliano            | 29  | 32  | 8   | 13  | 11  | 26  | 30  | -4  |
|  | 14.  | Santo Spirito         | 28  | 32  | 9   | 10  | 13  | 27  | 31  | -4  |
|  | 15.  | Mola                  | 28  | 32  | 10  | 8   | 14  | 27  | 40  | -13 |
|  | 16.  | Ruvo                  | 27  | 32  | 7   | 13  | 12  | 25  | 30  | -5  |
|  | 17.  | Atletico Modugno (-1) | 13  | 32  | 2   | 10  | 20  | 11  | 52  | -41 |
|  |      |                       | 543 | 544 | 180 | 184 | 180 | 501 | 501 | 0   |

Legenda:

         Promosso nel Campionato Interregionale 1989-1990.
         Retrocesso in Prima Categoria 1989-1990.
Note:
Due punti a vittoria, uno a pareggio, zero a sconfitta.
Il Modugno è stato penalizzato con la sottrazione di 1 punto in classifica.

## Girone B

### Aggiornamenti
L'U.S. Tricase è stata ammessa al Campionato Interregionale 1988-1989.

### Squadre partecipanti
| Club                               | Città                      |
| ---------------------------------- | -------------------------- |
| U.S. Aradeo                        | Aradeo (LE)                |
| Pol. Carovigno                     | Carovigno (BR)             |
| A.C. Copertino                     | Copertino (LE)             |
| Junior Francavilla                 | Francavilla Fontana (BR)   |
| A.C. Juventus Club Parola Carmiano | Carmiano (LE)              |
| U.S. Galatone                      | Galatone (LE)              |
| Pol. Ars et Labor Grottaglie       | Grottaglie (TA)            |
| U.S. Lorenzo Mariano               | Scorrano (LE)              |
| Pol. Matino                        | Matino (LE)                |
| U.S. Mesagne                       | Mesagne (BR)               |
| U.S. Novoli                        | Novoli (LE)                |
| U.S. Real Stella Jonica            | San Giorgio Jonico (TA)    |
| Pol. Sambiagese                    | Galatina (LE)              |
| U.S. San Vito                      | San Vito dei Normanni (BR) |
| U.S. Sava                          | Sava (TA)                  |
| U.S. Squinzano                     | Squinzano (LE)             |
| A.S. Veglie                        | Veglie (LE)                |

### Classifica finale
|  | Pos. | Squadra                  | Pt  | G   | V   | N   | P   | GF  | GS  | DR  |
|  | ---- | ------------------------ | --- | --- | --- | --- | --- | --- | --- | --- |
|  | 1.   | Matino                   | 52  | 32  | 21  | 10  | 1   | 66  | 16  | +50 |
|  | 2.   | Grottaglie               | 49  | 32  | 19  | 11  | 2   | 49  | 15  | +34 |
|  | 3.   | Real Stella Jonica       | 40  | 32  | 14  | 12  | 6   | 32  | 19  | +13 |
|  | 4.   | Mesagne                  | 33  | 32  | 11  | 11  | 10  | 27  | 25  | +2  |
|  | 5.   | Carovigno                | 33  | 32  | 12  | 9   | 11  | 28  | 29  | -1  |
|  | 6.   | Pol. Sambiagese          | 33  | 32  | 9   | 15  | 8   | 29  | 24  | +5  |
|  | 7.   | Lorenzo Mariano          | 32  | 32  | 7   | 18  | 7   | 36  | 30  | +6  |
|  | 8.   | Juventus Parola Carmiano | 31  | 32  | 9   | 13  | 10  | 23  | 29  | -6  |
|  | 9.   | Novoli                   | 31  | 32  | 9   | 13  | 10  | 31  | 32  | -1  |
|  | 10.  | Copertino                | 31  | 32  | 11  | 9   | 12  | 36  | 40  | -4  |
|  | 11.  | Sava                     | 29  | 32  | 7   | 15  | 10  | 35  | 37  | -2  |
|  | 12.  | Veglie                   | 29  | 32  | 10  | 9   | 13  | 24  | 40  | -16 |
|  | 13.  | Squinzano                | 28  | 32  | 4   | 20  | 8   | 17  | 21  | -4  |
|  | 14.  | San Vito Normanni        | 27  | 32  | 6   | 15  | 11  | 20  | 38  | -18 |
|  | 15.  | Aradeo                   | 26  | 32  | 8   | 10  | 14  | 29  | 43  | -14 |
|  | 16.  | Galatone                 | 25  | 32  | 5   | 15  | 12  | 20  | 30  | -10 |
|  | 17.  | Junior Francavilla       | 15  | 32  | 4   | 7   | 21  | 13  | 47  | -34 |
|  |      |                          | 544 | 544 | 166 | 212 | 166 | 515 | 515 | 0   |

Legenda:

         Promosso nel Campionato Interregionale 1989-1990.
         Retrocesso in Prima Categoria 1989-1990.
Note:
Due punti a vittoria, uno a pareggio, zero a sconfitta.